# داكر مونتغمري
داكر مونتغمري (بالإنجليزية: Dacre Montgomery)‏ (ولد في 22 نوفمبر 1994) ممثل أسترالي، عرف عن تجسيد دور جايسون سكوت، في من باور رينجرز, وعن دور بيلي هارغروف في الموسم الثاني من أشياء غريبة.

## روابط خارجية
- دايكر مونتغمري على موقع IMDb (الإنجليزية)
- دايكر مونتغمري على موقع ميتاكريتيك (الإنجليزية)
- دايكر مونتغمري على موقع روتن توميتوز (الإنجليزية)
- دايكر مونتغمري على موقع ألو سيني (الفرنسية)
- دايكر مونتغمري على موقع تيرنر كلاسيك موفيز (الإنجليزية)
- دايكر مونتغمري على موقع أول موفي (الإنجليزية)
- دايكر مونتغمري على موقع قاعدة بيانات الفيلم (الإنجليزية)
- دايكر مونتغمري على موقع كينوبويسك (الروسية)